# Smithfield's Chicken 'N Bar-B-Q
A Smithfield's Chicken 'N Bar-B-Q é uma cadeia de restaurantes de fast food na Carolina do Norte que serve frango frito e churrasco da Carolina do Norte Oriental, com 41 locais em todo o estado, em março de 2024. Tem mais de 41 locais no estado, bem como uma loja online.
O que é agora o Smithfield's Chicken 'N Bar-B-Q foi aberto por Junius e Maggie Moore no centro de Smithfield, Carolina do Norte, em 1977, como Smithfield Bar-B-Q, logo seguido por um segundo restaurante nas proximidades de Clayton, Carolina do Norte. A empresa expandiu-se em 1979 para Salter Path.
A partir do início da década de 1980, a empresa abriu outros restaurantes no leste da Carolina do Norte e expandiu-se para a área de Raleigh-Durham na década de 1990.

## Controvérsia
Em abril de 2017, uma publicação na página de Facebook da Associação de Proteção da Polícia de Raleigh acusou os empregados e um gerente do estabelecimento de Smithfield em Garner, de cantarem “Fuck tha Police” enquanto os agentes jantavam no local. Os agentes da polícia contaram o sucedido a um amigo que, mais tarde, publicou um relato incorreto no Facebook.